# Pozsonyi Imre (labdarúgó)
Pozsonyi Imre (Kisbér, 1882. február 26. – Budapest, XIII. kerület, 1963. október 2.) válogatott labdarúgó, fedezet, nemzeti játékvezető, edző.

## Pályafutása

### Klubcsapatban
A MÚE középpályás (fedezet) labdarúgója (1901–1902). Az 1901-es, első labdarúgó-bajnokságon csapatával ezüstérmes, 1902-ben az 5. helyen végeztek. Az MTK (1903–1906) játékosaként 1903-ban az 5. helyen zártak, 1904-ben aranyérmesek, 1906-ban bronzérmesek.

### A válogatottban
1901-ben több még nem hivatalos mérkőzésen szerepelt. 1902-ben a magyar válogatott első hivatalos mérkőzésén pályára lépett.

### Játékvezetőként
Játékvezetésből 1903-ban Budapesten az MLSZ Bíróvizsgáló Bizottság (BB) előtt elméleti és gyakorlati vizsgát tett. Az MLSZ által kiírt bajnokságokban tevékenykedett. Az MLSZ BB javaslatára NB II-es bíró és partbíró. 1904 és 1908 között a futballbíráskodás második generációjának legjobb játékvezetői között tartják nyilván. NB. I-es mérkőzések száma játékvezetőként: 2

### Edzőként
1921 és 1923 között Lengyelországban a KS Cracovia Kraków csapatát irányította. 1921-ben, öt csapat részvételével induló labdarúgó-bajnokságban bajnokok lettek. 1922-ben a két csoportra osztott bajnokság döntőjében nem tudtak részt venni, mert csoportjukban a második helyen végeztek). A rájátszásban a 3. helyen végeztek. A Lengyel labdarúgó-szövetség felkérésre az első Lengyel labdarúgó-válogatott mérkőzésen edzőként kapott megbízást. 1921. december 18-án Budapesten a magyar válogatott ellen mérkőztek és 1–0-s vereséget szenvedtek a Hungária körúti Stadionban.
Az 1924 és 1925 között az FC Barcelona vezetőedzője volt. Ebben az idényben a csapat megnyerte a katalán bajnokságot és a spanyol kupát. Mérkőzéseinek száma a Barcelonával: 47 (30 győzelem, 9 döntetlen, 8 vereség).
1926 és 1928 között a jugoszláv bajnokságban szereplő HŠK Građanski Zagreb csapatát vezette. Két bajnoki (1926, 1928) címet nyert az együttessel. Az elsőt kupafordulós rendszerben, a másodikat a hat csapatos Prva Liga második idényében.
1926 és 1928 között nem csak a zágrábi csapat mellett, az NB I-ben szereplő Újpest FC szakvezetőjeként dolgozott. Az 1926–27-es idényben ezüstérmesek, az 1927–28-asban bronzérmesek lettek. 1927-ben az első alkalommal kiírt közép-európai kupában két mérkőzésen ült a kispadon.
1929–30-ban Mexikóban, a nyolccsapatos bajnokságban az RC España szakvezetőjeként aranyérmesek lettek.

## Sikerei, díjai

### Edzőként
- Lengyel bajnokság
  - bajnok: 1921
- Jugoszláv bajnokság
  - bajnok: 1926
- Magyar bajnokság
  - 2.: 1926–27
  - 3.: 1927–28
- Mexico
  - bajnok: 1930

## Statisztika

### Mérkőzése a válogatottban
| Magyarország | Magyarország      | Magyarország               | Magyarország | Magyarország | Magyarország     | Magyarország | Magyarország | Magyarország |
| #            | Dátum             | Helyszín                   | Hazai        | Eredmény     | Vendég           | Kiírás       | Gólok        | Esemény      |
| ------------ | ----------------- | -------------------------- | ------------ | ------------ | ---------------- | ------------ | ------------ | ------------ |
|              | 1901. április 11. | Budapest, Millenáris-pálya | Magyarország | 0 – 4        | Richmond AFC     | barátságos   | -            |              |
|              | 1901. április 12. | Budapest, Millenáris-pálya | Magyarország | 1 – 5        | Surrey Wanderers | barátságos   | -            |              |
| 1.           | 1902. október 12. | Bécs, WAC-pálya            | Ausztria     | 5 – 0        | Magyarország     | barátságos   | -            |              |
|              | Összesen          |                            |              | 1            | mérkőzés         |              | 0            | gól          |

### Mérkőzése a lengyel válogatott edzőjeként
| Lengyelország | Lengyelország      | Lengyelország                   | Lengyelország | Lengyelország | Lengyelország | Lengyelország | Lengyelország | Lengyelország |
| #             | Dátum              | Helyszín                        | Hazai         | Eredmény      | Vendég        | Kiírás        | Gólok         | Esemény       |
| ------------- | ------------------ | ------------------------------- | ------------- | ------------- | ------------- | ------------- | ------------- | ------------- |
| 1.            | 1921. december 18. | Budapest, Hungária körúti pálya | Magyarország  | 1 – 0         | Lengyelország | barátságos    | -             |               |
|               | Összesen           |                                 |               | 1             | mérkőzés      |               | 0             | gól           |